# Beryli fluoride

Mô hình 2D của BeF_{2}

Beryli fluoride là một hợp chất vô cơ có công thức hóa học BeF2. Chất rắn màu trắng này là tiền thân chính để sản xuất kim loại beryli. Cấu trúc của nó tương tự như thạch anh, nhưng BeF2 hòa tan cao trong nước.

## Tính chất
Beryli fluoride có tính chất quang học độc đáo. Ở dạng thủy tinh fluor, nó có chiết suất thấp nhất đối với chất rắn ở nhiệt độ phòng là 1,275. Công suất phân tán của nó là thấp nhất đối với vật rắn ở mức 0,0093 và hệ số phi tuyến tính cũng thấp nhất ở mức 2×10−14.

## Cấu trúc và liên kết
Cấu trúc của BeF2 rắn tương tự như cristobalite. Các trung tâm Be2+ là bốn tọa độ và tứ diện và các trung tâm fluoride là hai tọa độ. Độ dài liên kết Be-F khoảng 1,54. Tương tự SiO2, BeF2 cũng có thể áp dụng một số cấu trúc liên quan. Một sự tương tự cũng tồn tại giữa BeF2 và AlF3: cả hai đều áp dụng các cấu trúc mở rộng ở nhiệt độ nhẹ.

### BeF2dạng khí và lỏng
Beryli fluoride dạng khí thông qua cấu trúc tuyến tính, với khoảng cách Be–F là 143 pm. BeF2 đạt áp suất hơi 10 Pa ở 686 ℃, 100 Pa ở 767 ℃, 1 kPa ở 869 ℃, 10 kPa ở 999 °C và 100 kPa ở 1172 ℃.
Phân tử của beryli fluoride lỏng có cấu trúc tứ diện dao động. Ngoài ra, mật độ của chất lỏng BeF2 giảm xuống gần điểm đóng băng của nó, vì các ion Be2+ và F− bắt đầu phối hợp mạnh hơn với nhau, dẫn đến sự giãn nở của các khoảng trống giữa các đơn vị công thức.

## Sản xuất
Việc xử lý quặng beryli tạo ra tạp chất Be(OH)2. Vật liệu này phản ứng với amoni bifluoride để tạo ra amoni tetrafluoroberylilat:
Be(OH)2 + 2NH4HF2 → (NH4)2BeF4 + 2H2O
Tetrafluoroberylilat là một ion mạnh, cho phép tinh chế nó bằng cách kết tủa các tạp chất khác nhau như hydroxide của chúng. Gia nhiệt tinh khiết (NH4)2BeF4 cho sản phẩm mong muốn:
(NH4)2BeF4 → 2NH3 + 2HF + BeF2
Nhìn chung khả năng phản ứng của các ion BeF2 với fluoride khá giống với phản ứng của SiO2 với các oxide.

## Ứng dụng

Mô hình tinh thể

Khử BeF2 ở 1300 ℃ bằng magie trong nồi nấu bằng than chì cho phép tạo ra beryli kim loại:
BeF2 + Mg → Be + MgF2
Chloride không phải là tiền chất hữu ích vì tính dễ bay hơi của nó.

### Sử dụng thích hợp
Beryli fluoride được sử dụng trong hóa sinh, đặc biệt là tinh thể protein như là một mô phỏng của phosphat. Do đó, ADP và beryli fluoride cùng nhau có xu hướng liên kết với các vị trí ATP và ức chế hoạt động của protein, khiến nó có thể kết tinh protein ở trạng thái gắn kết. beryli fluoride tạo thành một thành phần cơ bản của hỗn hợp muối fluoride ưa thích được sử dụng trong các lò phản ứng hạt nhân lỏng-fluoride. Thông thường beryli fluoride được trộn với lithi fluoride để tạo thành dung môi cơ bản (FLiBe), trong đó fluoride của uranium và thorium được đưa vào. beryli fluoride đặc biệt ổn định về mặt hóa học và hỗn hợp LiF / BeF2 (FLiBe) có điểm nóng chảy thấp (360 ℃ - 459 ℃) và các đặc tính trung tính tốt nhất của sự kết hợp muối fluoride thích hợp cho việc sử dụng lò phản ứng. MSRE đã sử dụng hai hỗn hợp khác nhau trong hai mạch làm mát.

## Độ an toàn
Các hợp chất beryli có độc tính cao. Độc tính gia tăng của beryli trong sự hiện diện của fluoride đã được ghi nhận vào đầu năm 1949. LD50 ở chuột là khoảng 100 mg/kg khi uống và 1,8 mg/kg khi tiêm tĩnh mạch.